# Артистичне плавання на літніх Олімпійських іграх 2024 — дуети
Змагання з артистичного плавання на серед дуетів на Олімпіаді 2024 року проходили від 9 до 10 серпня у Аквантік центрі в Парижі.

## Розклад змагань
| Дата           | Стадія            |
| -------------- | ----------------- |
| 9 серпня 2024  | Технічна програма |
| 10 серпня 2024 | Довільна програма |

## Результати
| Місце | Країна                | Спортсменки                                    | Технічна програма | Довільна програма | Загалом       |
| ----- | --------------------- | ---------------------------------------------- | ----------------- | ----------------- | ------------- |
| 1     | Китай (CHN)           | Ван Люї Ван Цяньї                              | 276,7867          | 289,6916          | 566,4783      |
| 2     | Велика Британія (GBR) | Кейт Шортман Ізабелл Торп                      | 264,0282          | 294,5085          | 558,5367      |
| 3     | Нідерланди (NED)      | Брег'є де Брауер Норт'є де Брауер              | 264,7066          | 293,6897          | 558,3963      |
| 4     | Австрія (AUT)         | Анна-Марія Александрі Ейріні-Марина Александрі | 267,2533          | 288,4145          | 555,6678      |
| 5     | Україна (UKR)         | Марина Алексіїва Владислава Алексіїва          | 260,4600          | 278,2084          | 538,6684      |
| 6     | Греція (GRE)          | Софія Малкогеоргу Евангелія Платаніоті         | 210,9384          | 281,8418          | 532,3002      |
| 7     | Іспанія (ESP)         | Аліса Ожогіна Іріс Тіо Касас                   | 254,0816          | 267,4021          | 521,4837      |
| 8     | Японія (JPN)          | Мой Гіга Томока Сато                           | 257,3533          | 249,7271          | 507,0804      |
| 9     | Канада (CAN)          | Одрі Ламот Жаклін Сімоню                       | 201,5167          | 290,9103          | 492,4270      |
| 10    | США (USA)             | Джеймі Жарковські Меґумі Філд                  | 230,7134          | 254,0354          | 484,7488      |
| 11    | Ізраїль (ISR)         | Шеллі Бобріцкі Аріель Нассі                    | 243,0666          | 239,3416          | 482,4082      |
| 12    | Мексика (MEX)         | Нурія Діостадо Джоана Джемінес                 | 238,9383          | 232,6563          | 471,5946      |
| 13    | Південна Корея (KOR)  | Нур Йон Сео Лі Рі Юн                           | 227,5667          | 227,7500          | 455,3167      |
| 14    | Франція (FRA)         | Анастасія Баяндіна Романа Люнель               | 241,3116          | 189,0687          | 430,3803      |
| 15    | Єгипет (EGY)          | Надін Барсум Хана Хакаль                       | 196,5250          | 225,6541          | 422,1791      |
| 16    | Австралія (AUS)       | Раяна Баклі К'яра Газзард                      | 210,0782          | 198,0271          | 408,1053      |
| 17    | Нова Зеландія (NZL)   | Ніна Браун Ева Морріс                          | 188,0901          | 166,5105          | 354,6006      |
|       | Італія (ITA)          | Лінда Черруті Лукреція Руджеро                 | Не стартували     | Не стартували     | Не стартували |

Артистичне плавання на літніх Олімпійських іграх 2024